# Серфінг на літніх Олімпійських іграх 2020 — жінки
Змагання серферок на літніх Олімпійських іграх 2020 відбулося на пляжі Сідасіта, префектура Тіба між 27 липня 2021 року. У змаганнях взяли участь 20 спортсменок з 14 країн світу.

## Розклад
| П | Попередній раунд | ¼ | Чвертьфінали | ½ | Півфінали | Ф | Фінал |

| Дата  | 26 липня | 26 липня | 27 липня | 28 липня | 28 липня | 29 липня |
| ----- | -------- | -------- | -------- | -------- | -------- | -------- |
| Жінки | П1       | П2       | П3       | ¼        | ½        | Ф        |

Дати орієнтовані. Змагання проходитиме з 25 липня по 1 серпня, залежно від рівня висоти хвиль та кліматичних умов.

## Медалістки
| Золото | Срібло | Бронза |

## Результати

### Раунд 1
Перший раунд без вибування. Учасниць розподілили на 5 груп, по 4 серферки в кожному. Перші дві відразу потратлять до третього раунду, останні дві — будуть боротися на вибуття в другому раунді.

#### Група 1
| Місце | Серфінгістка    | Країна           | Сумарна оцінка | Примітки |
| ----- | --------------- | ---------------- | -------------- | -------- |
| 1     | Карісса Мур     | США (USA)        | 11.74          | R3       |
| 2     | Тереза Бонвалот | Португалія (POR) | 9.80           | R3       |
| 3     | Dominic Barona  | Еквадор (ECU)    | 7.66           | R2       |
| 4     | Даніелла Росас  | Перу (PER)       | 7.50           | R2       |

#### Група 2
| Місце | Серфінгістка     | Країна           | Сумарна оцінка | Примітки |
| ----- | ---------------- | ---------------- | -------------- | -------- |
| 1     | Саллі Фіцґіббонс | Австралія (AUS)  | 12.50          | R3       |
| 2     | Бріса Геннессі   | Коста-Рика (CRC) | 12.20          | R3       |
| 3     | Біанка Бейтендаґ | ПАР (RSA)        | 11.44          | R2       |
| 4     | Махіна Маеда     | Японія (JPN)     | 9.20           | R2       |

#### Група 3
| Місце | Серфінгістка   | Країна          | Сумарна оцінка | Примітки |
| ----- | -------------- | --------------- | -------------- | -------- |
| 1     | Стефані Ґілмор | Австралія (AUS) | 14.50          | R3       |
| 2     | Сілвана Ліма   | Бразилія (BRA)  | 12.13          | R3       |
| 3     | Полін Адо      | Франція (FRA)   | 9.17           | R2       |
| 4     | Анат Леліор    | Ізраїль (ISR)   | 7.77           | R2       |

#### Група 4
| Місце | Серфінгістка        | Країна         | Сумарна оцінка | Примітки |
| ----- | ------------------- | -------------- | -------------- | -------- |
| 1     | Татіана Вестон-Вебб | Бразилія (BRA) | 11.33          | R3       |
| 2     | Жоанн Дефе          | Франція (FRA)  | 10.60          | R3       |
| 3     | Софія Мулановіч     | Перу (PER)     | 7.80           | R2       |
| 4     | Амуро Цудзукі       | Японія (JPN)   | 6.99           | R2       |

#### Група 5
| Місце | Серфінгістка      | Країна              | Сумарна оцінка | Примітки |
| ----- | ----------------- | ------------------- | -------------- | -------- |
| 1     | Каролін Маркс     | США (USA)           | 13.40          | R3       |
| 2     | Елла Вільямс      | Нова Зеландія (NZL) | 9.70           | R3       |
| 3     | Лейлані Макґонаґл | Коста-Рика (CRC)    | 9.64           | R2       |
| 4     | Yolanda Hopkins   | Португалія (POR)    | 9.24           | R2       |

### Раунд 2
Перші три серфінгістки з кожної групи виходять до 3-го раунду, решта - вибувають.

#### Група 1
| Місце | Серфінгістка      | Країна           | Сумарна оцінка | Примітки |
| ----- | ----------------- | ---------------- | -------------- | -------- |
| 1     | Амуро Цудзукі     | Японія (JPN)     | 11.60          | R3       |
| 2     | Біанка Бейтендаґ  | ПАР (RSA)        | 10.40          | R3       |
| 3     | Махіна Маеда      | Японія (JPN)     | 9.63           | R3       |
| 4     | Лейлані Макґонаґл | Коста-Рика (CRC) | 9.63           | E        |
| 5     | Dominic Barona    | Еквадор (ECU)    | 8.87           | E        |

#### Група 2
| Місце | Серфінгістка    | Країна           | Сумарна оцінка | Примітки |
| ----- | --------------- | ---------------- | -------------- | -------- |
| 1     | Yolanda Hopkins | Португалія (POR) | 12.23          | R3       |
| 2     | Полін Адо       | Франція (FRA)    | 9.66           | R3       |
| 3     | Софія Мулановіч | Перу (PER)       | 9.36           | R3       |
| 4     | Анат Леліор     | Ізраїль (ISR)    | 8.93           | E        |
| 5     | Даніелла Росас  | Перу (PER)       | 8.14           | E        |

### Раунд 3
Переможниця кожного поєдинку виходить до чвертьфіналу.
| Місце | Серфінгістка        | Країна              | Сумарна оцінка | Примітки |
| ----- | ------------------- | ------------------- | -------------- | -------- |
| 2     | Стефані Ґілмор      | Австралія (AUS)     | 10.00          | E        |
| 1     | Біанка Бейтендаґ    | ПАР (RSA)           | 13.93          | QF       |
|       |                     |                     |                |          |
| 2     | Жоанн Дефе          | Франція (FRA)       | 9.40           | E        |
| 1     | Yolanda Hopkins     | Португалія (POR)    | 10.84          | QF       |
|       |                     |                     |                |          |
| 1     | Бріса Геннессі      | Коста-Рика (CRC)    | 12.00          | QF       |
| 2     | Елла Вільямс        | Нова Зеландія (NZL) | 7.73           | E        |
|       |                     |                     |                |          |
| 1     | Каролін Маркс       | США (USA)           | 15.33          | QF       |
| 2     | Махіна Маеда        | Японія (JPN)        | 7.34           | E        |
|       |                     |                     |                |          |
| 1     | Карісса Мур         | США (USA)           | 10.34          | QF       |
| 2     | Софія Мулановіч     | Перу (PER)          | 9.90           | E        |
|       |                     |                     |                |          |
| 1     | Сілвана Ліма        | Бразилія (BRA)      | 12.17          | QF       |
| 2     | Тереза Бонвалот     | Португалія (POR)    | 7.50           | E        |
|       |                     |                     |                |          |
| 2     | Татіана Вестон-Вебб | Бразилія (BRA)      | 9.00           | E        |
| 1     | Амуро Цудзукі       | Японія (JPN)        | 10.33          | QF       |
|       |                     |                     |                |          |
| 1     | Саллі Фіцґіббонс    | Австралія (AUS)     | 10.86          | QF       |
| 2     | Полін Адо           | Франція (FRA)       | 9.03           | E        |

### Чвертьфінали
Переможниця кожного поєдинку виходить до півфіналу.
| Місце | Серфінгістка     | Країна           | Сумарна оцінка | Примітки |
| ----- | ---------------- | ---------------- | -------------- | -------- |
| 1     | Біанка Бейтендаґ | ПАР (RSA)        | 9.50           | SF       |
| 2     | Yolanda Hopkins  | Португалія (POR) | 5.46           | E        |
|       |                  |                  |                |          |
| 2     | Бріса Геннессі   | Коста-Рика (CRC) | 6.83           | E        |
| 1     | Каролін Маркс    | США (USA)        | 12.50          | SF       |
|       |                  |                  |                |          |
| 1     | Карісса Мур      | США (USA)        | 14.26          | SF       |
| 2     | Сілвана Ліма     | Бразилія (BRA)   | 8.30           | E        |
|       |                  |                  |                |          |
| 1     | Амуро Цудзукі    | Японія (JPN)     | 13.27          | SF       |
| 2     | Саллі Фіцґіббонс | Австралія (AUS)  | 11.67          | E        |

### Півфінали
Переможниця кожного поєдинку виходить до матчу за золоту медаль, а та, що програла, - за бронзову.
| Місце | Серфінгістка     | Країна       | Сумарна оцінка | Примітки |
| ----- | ---------------- | ------------ | -------------- | -------- |
| 1     | Біанка Бейтендаґ | ПАР (RSA)    | 11.00          | F        |
| 2     | Каролін Маркс    | США (USA)    | 3.67           | BMM      |
|       |                  |              |                |          |
| 1     | Карісса Мур      | США (USA)    | 8.33           | F        |
| 2     | Амуро Цудзукі    | Японія (JPN) | 7.43           | BMM      |

### Матч за бронзову медаль
| Місце | Серфінгістка  | Країна       | Сумарна оцінка | Примітки |
| ----- | ------------- | ------------ | -------------- | -------- |
| 2     | Каролін Маркс | США (USA)    | 4.26           | 4        |
| 1     | Амуро Цудзукі | Японія (JPN) | 6.80           | 3        |

### Матч за золоту медаль
| 2                   | Біанка Бейтендаґ | ПАР (RSA) | 8.46  | 2 |
| 1                   | Карісса Мур      | США (USA) | 14.93 | 1 |
| Джерело: Tokyo 2020 |                  |           |       |   |